# Domaine de la Vallée
Pour les articles homonymes, voir Vallée (homonymie).
Le domaine de la Vallée est une ancienne plantation coloniale de l'île de La Réunion, département d'outre-mer français dans le sud-ouest de l'océan Indien. Située chemin Badamiers, dans le quartier de Bois d'Olives, à Saint-Pierre, elle est classée Monument historique, en totalité, depuis le 2 octobre 1989,.